# Laurent Eynac
Victor André Laurent Eynac, senare Laurent-Eynac, född 4 oktober 1886, död 16 december 1970, var en fransk politiker.
Eynac var advokat och flygare under första världskriget. Han blev deputerad 1917 och var sekreterare under fredskonferensen i Paris 1919. 1921 blev han understatssekreterare för flygväsendet. Eynac tillhörde gruppen "radikala vänstern", vars ordförande han tidvis var. Under en lång följd av år bildade denna gruppen tungan på vågen mellan väster- och centerpartier i deputeradekammaren, och Eynac var medlem i ett flertal regeringar, omväxlande moderata och omväxlande mer radikala. Under dessa perioder var han statssekreterare för luftförsvaret, till dess han i Édouard Daladiers regering blev minister för post, telefon och telegraf.